# 柊蓮司
柊蓮司（ひいらぎ れんじ）は、日本のテーブルトークRPG (TRPG) 作品『ナイトウィザード』を中心とする、多数のTRPGリプレイに登場するプレイヤーキャラクター。架空の人物。演じるプレイヤーは矢野俊策。
F.E.A.R.社制作の現代ファンタジー作品『ナイトウィザード』のソースブック「スターダスト・メモリーズ」に掲載されたリプレイ「星を継ぐ者」にて初登場し、以降も数多くのリプレイに出演している。2007年に放映されたテレビアニメ『ナイトウィザード The ANIMATION』には、主人公として登場した。アニメやボイスドラマにおける担当声優は矢薙直樹。

## プロフィール
以下は、『ナイトウィザード』のルール第一版のデータ記述に基づくプロフィールである。なお、ルール第二版『The 2nd Edition』のデータは《》囲みで併記する。
- 名前：柊 蓮司 （ひいらぎ れんじ）
- 性別：男
- 年齢：17歳《19歳》（アニメ版によると誕生日は11月7日だが、高校3年である200X年の翌年3月の物語である「合わせ鏡の神子」の挿絵で17歳として指名手配されていた）
- クラス：魔剣使い
- ワークス：不良学生（輝明学園の生徒）
- 所属：コスモガード連盟(リプレイ「星を継ぐもの」時点、現在はフリーランス)
- ふたつ名：裏切りのワイヴァーン（柊の魔剣のかつての持ち主であった飛竜が碧き月の神子を斬ったというエピソードにちなむ）《二つ名は『The 2nd Edition』ではオプションルールになっている》
- 属性
  - 第一属性：風
  - 第二属性：火
- 出身：東京
- ライフパス
  - 遥かなる人（夢の中でいつも誰かが語りかけてくるがそれが誰か思い出せない）
  - 秘密（人にはいえない恥ずかしい秘密がある）
    - 「遥かなる人」はリプレイ「フレイスの炎砦」でその内容が語られた。また、「愚者の楽園」でも別の内容が登場している。
    - 赤羽くれはに「秘密」を握られている。なお、CDドラマで“秘密侯爵”リオン＝グンタも「秘密」を知ったが、「恥ずかしい」「私の口からはとても……」と内容を語るのを拒否するほどの衝撃を受けていた。
- 性格：[元気爆発]のふりをして、実は[用心深い]である
  - ナイトウィザードではプレイヤーキャラクターの性格をゲームルールによって決定するルールがある。性格をゲームルールで決定することは世界最初のRPGである『ダンジョンズ&ドラゴンズ』でも存在しており、テーブルトークRPGでは珍しいものではない。《性格決定ルールは『The 2nd Edition』ではオプション扱いになっている》
- 髪の色：茶（みかきみかこのオフィシャルHPにて公開されている小学生時代の柊のイラストでは黒髪となっており、「髪はまだ黒い」と言及されているため、髪を染めている可能性もある）
- 瞳の色：黒
- 肌の色：黄
- 家族構成：姉・京子（20歳）
  - 大学生で自称「空手五段」。
  - 当初、兄弟姉妹の設定はなかったが、『愚者の楽園』において、ゲームマスターを務めた田中天のアドリブにより追加された。
  - 片親家庭である（『スターダスト・ティアーズ』のキャラクター・データより）。

## 柊サーガ
柊はリプレイを中心に数多くの作品に登場しており、多くのリプレイでゲームマスターを務めた菊池たけしはこれらの作品をまとめて「柊サーガ」と呼んでいる。
以下は、2017年時点において柊が登場する作品である。なお、プレイヤーキャラクター（リプレイ以外ではメインキャラクター）ではなくエキストラ的に登場した作品については省略している。
星を継ぐ者
ナイトウィザードのリプレイ。サプリメント『スターダスト・メモリーズ 星を継ぐ者』（ISBN 4-7577-1220-0）及びその改訂版であるファンブック『スターダスト・ティアーズ』（ISBN 978-4-7577-5077-7）に収録。また、このリプレイを元にした小説版『ナイトウィザードノベル　星を継ぐ者』（ISBN 4-7577-3037-3 / ファミ通文庫）にも登場している。
フレイスの炎砦
セブン＝フォートレスのリプレイ。ファミ通文庫『セブン＝フォートレスリプレイ フレイスの炎砦V3（上）（下）』（ISBN 4-7577-1972-8 / ISBN 4-7577-1973-6）に収録。
黒き星の皇子
セブン＝フォートレスのリプレイ。ファミ通文庫『セブン＝フォートレスリプレイ 黒き星の皇子』（ISBN 4-7577-1875-6）に収録。
スルトの剣
アルシャードのリプレイ。ファミ通文庫『アルシャードffリプレイ オーディンの槍』（ISBN 4-7577-2361-X）に収録。
不幸の在処　━━柊蓮司の一週間
みかきみかこによるコミック。『ゲーマーズ・フィールド』別冊10号『菊池たけしがまたまいりました』（ISBN 4-907792-89-1）に収録。
愚者の楽園
ナイトウィザードのリプレイ。ファンブック『パワー・オブ・ラブ』（ISBN 4-7577-2617-1）に収録。
合わせ鏡の神子
ナイトウィザードのリプレイ。ファミ通文庫『合わせ鏡の神子』（ISBN 4-7577-3088-8）に収録。
ナイトウィザード The ANIMATION / 柊蓮司と宝玉の少女
ナイトウィザードのアニメ版、およびそのノベライズ。ノベライズはファミ通文庫『柊蓮司と宝玉の少女（上）（下）』（ISBN 978-4-7577-3753-2 / ISBN 978-4-7577-3861-4）に収録。ナイトウィザードの世界観においてはノベライズの内容が正史とされているが、アニメ版に準拠した後発作品も存在する。
柊蓮司第一の事件
猫猫猫によるコミック。『ファミ通PLAYSTATION+』2008年6月号、『ファミ通PSP+PS3』2008年7・8月号に連載。全3回。『スターダスト・ティアーズ』に収録。
赤羽くれはがエミュレイターと戦っているのを目撃した柊が、彼女を助けるためにウィザードに覚醒する場面があるのだが、「星を継ぐ者」では柊とくれははお互いがウィザードである事を知らなかった事になっている。
正史のパラレルストーリーにあたるPS2ゲーム版のみのキャラクター、望月チハヤにくれはたちが語る思い出話の体裁を取っている。そのため、ゲーム版のみの設定と言う解釈も可能。
シェローティアの空砦
セブン＝フォートレスのリプレイ。全5巻の中、第2巻以外に登場。
アルディオン・ナイトメア
アリアンロッドRPG 2Eのリプレイ。富士見ドラゴンブック『アリアンロッド×アルシャード コラボ・リプレイ アルディオン・ナイトメア』（ISBN 978-4-04-712946-7）に収録。

## 人物像
柊はエミュレイター（『ナイトウィザード』の敵勢力）と陰ながら戦う魔剣使いのウィザードである（『ナイトウィザード』の世界では常軌を逸した特殊能力を持つ人物は総じてウィザードと称される）。星の巫女（＝赤羽くれは）に仕える7人の守護剣士の1人でもある。
ルール第一版では輝明学園秋葉原分校高等部に在学。本来なら3年生に進級しているが、単位が不足し留年の危機にあった（「#下がる男」を参照）。言動が荒っぽく不良学生を名乗ってはいるが、性格はむしろお人好しな方である。
『柊蓮司第一の事件』で赤羽くれはに「遅刻しないのは小学生以来」と言われたり、授業をサボって昼寝に向かった際くれはに「またサボり?」と言われるなど、かつては本当に「不良生徒」だったが、高校1年のある日に眼が覚めるとベッドの中に一振の剣が出現し、「我を継承しろ」と告げたことで彼の人生は一変する。最初は剣から逃げていた柊だったが、剣は靴箱の中や机の中にまで入ってきた。そんなある時、校庭で赤羽くれはが得体の知れない怪物と戦い、しかも頭上に「紅い月」が昇っているのを目撃してしまう。そして、柊の存在に気を取られた赤羽くれはが怪物に捕らわれた瞬間、彼は剣を掴み、怪物を一刀両断した。
事態を理解出来ていない柊に、赤羽くれはとその母・赤羽桐華は彼がウィザードとして覚醒したことを告げた。そしてこの事件の中で柊は「なぁなぁで学校に行っていた」と自覚し、以降真面目に学校に出ようとするようになった。しかしその直後からウィザード組織の勧誘が相次ぎ、学業との両立を重視した柊は「一番適当な勧誘をしていた」日本コスモガード連盟に身を置くことにするが、そこで意に反して半年間も任務に従事させられる羽目になる。最終的に『星を継ぐ者』事件でコスモガードと決裂し、以後はフリーランスとして活動する（ただし、事実上はアンゼロット専属。「#アンゼロットの下僕」も参照）。
高校在学中はウィザードの任務のために学校を休むことが多く、出席日数が足りないことから「不良学生」のレッテルを自ら貼っていたらしい。自身は出席日数が足りないことに危機感を抱いており、任務がない限りは真面目に学校に顔を出そうとしていた。『ふぃあ通』内のミニドラマ内ではもはや「不良学生」である事を忘れ去られつつあるのを極度に気にしており、不良っぽい行動を取ろうとしたり、「不良」と呼ばれて喜んだりしていた。
『ナイトウィザード The ANIMATION』及びそのノベライズ作品『柊蓮司と宝玉の少女』で高校を卒業したが、それらから繋がる『The 2nd Edition』（第一版から約一年後の世界を舞台にしている）では「柊蓮司は卒業した」が都市伝説扱いされている（＝ほぼ誰も信用してくれない）。卒業後は単位を気にする必要がなくなったためか、『シェローティアの空砦』において魔剣を改造するために一時手放しウィザードを休業した際、楽隠居していた。また、『ふぃあ通』内のミニドラマで、アンゼロットが「受けるかどうかの判断は任せる」と言うほどの任務に積極的に応じて逆にアンゼロットを心配させるという今までとは正反対の姿を見せている。
リプレイでは『星を継ぐ者』の結城マサトやグイード＝ボルジアを皮切りに奇矯な人物と関わり合いになることが多く、そのせいで様々なトラブルに巻き込まれがちである。そのため不良学生ならぬ不幸学生と呼ばれることも多い。『星を継ぐ者』で初登場した際には、柊のキャラクターのイメージがコミック『スプリガン』の主人公御神苗優に近いことを、ゲームマスターの菊池たけしが指摘している。
大抵は名字かフルネームで呼ばれており、名前だけで「蓮司」と呼ばれる事は滅多にない。柊を名前で呼ぶのは姉の京子と、「愚者の楽園」で登場した並行世界ガイアの自分である柊レンだけである。

### 下がる男
柊が初登場したリプレイ「星を継ぐ者」のオープニングシーンにて、ゲームマスターの菊池たけしが提示したストーリーは、「直前まで半年に亘る任務に参加していたため、出席日数が足りなくなり留年する」というものだった。しかし、柊のプレイヤーである矢野俊作は柊を高校2年生と設定していたのに対し、菊池は1年生だと思い込んでいたため「もう1度1年生になる」と指示してしまう、即ち留年ではなく2年生から1年生に学年が下がるという本来ありえない事態が生じた。このミスは矢野がすぐに指摘したのだが、矢野も含めて「面白いからこのまま通そう」としてしまったため、柊は本当に1年生になり、セッション中に散々ネタにされることとなった。エンディングにて無事、本来の学年である3年生に進級している。
2度目の登場リプレイである「フレイスの炎砦」を経てレベル6になっていた柊は、3度目のリプレイ「黒き星の皇子」にて他のプレイヤーキャラクターに合わせるため、6から4へレベルが下がる事を強制された。このネタを、「星を継ぐ者」でも共演していたプレイヤーの田中天が「今度は学年じゃなくてレベルが下がるのか」と揶揄したことにより、以後柊は「下がる男」と呼ばれるようになる。この時に下がったレベルは次のリプレイ「スルトの剣」でも下がったまま引き継がれ、さらに次のリプレイ「愚者の楽園」でようやく本来のレベルに戻った。以後も「シェローティアの空砦」でレベル10に（本来は少なくとも11）、「アルディオン・ナイトメア」でレベル1に（本来は15?）下げられている。また、柊以外にも「愚者の楽園」のアンゼロットや「蒼穹のエンゲージ」のサクラ=ヴァンシュタインなど、果ては別のゲームである「アリアンロッド・リプレイ」のシグなど、「レベルが下がる」というネタはこの後しばらく流行した。
主役として描かれているコミック「不幸の在処柊蓮司の一週間」では、任務のためとはいえ中学3年生に下げられた。このときの事件を解決するために開発されたポーションの副作用で完成したのが、「黒き星の皇子」や「蒼穹のエンゲージ」に登場したレベルダウン薬である。事件解決後は元の学年に戻っている。なお、「白き陽の御子」の文庫版に収録された輝明学園秋葉原分校中等部の紹介にて、本編に登場しなかったにも拘らず何故か中等部の制服を着た柊のイラストが載っている。
アニメ版では任務のために3年生から2年生に下げられた上、アンゼロットの「下がるお茶」によって子供の姿になり、緋室灯から「とうとう年齢まで下がったのね」と呆れられる事になった（事件解決後に「上がるお茶」によって元に戻った）。
漫画「柊蓮司第一の事件」では、1年生時代のまだウィザードとして覚醒していない柊が授業をサボろうとした際、くれはに「そんな事してると成績が下がっちゃうよ?」と言われて何故か悪寒を覚えるという場面があった。
「柊＝下がる」の理由として、可視・不可視を問わずあらゆるものを下げる能力「柊力」（ひいらぎちから）が備わっているためという設定が、リプレイ「愚者の楽園」で付けられている。魔術師サイモン＝マーガスによって悪用された「柊力」は、無限の力を持つ守護者アンゼロットをも並のウィザード程度にまで弱体化させた。
アニメ版のノベルアンソロジー「魔法使いと、休日の過ごし方」の一編「コイズミの恋」にて、ロンギヌス・コイズミが20歳にして輝明学園に編入する事になったため、他の生徒達から「下がる男第二弾」と命名されたが、コイズミは「下がる男」が不名誉な愛称である事に気付かず喜んだ。ラジオドラマ「星を継がない者」でも柊本人がコイズミに命名した。

### 異世界への進出
柊は『ナイトウィザード』のキャラクターとして作られた人物だが、ナイトウィザード以外にも3種類のゲームのリプレイ5作品に登場している。
『セブン＝フォートレス』リプレイ「フレイスの炎砦」
第1話オープニングシーンにてセブン＝フォートレスの世界である「第一世界ラース＝フェリア」へ行き、その後もナイトウィザードの世界である「第八世界ファー・ジ・アース」と往復する。
これは『ナイトウィザード』と『セブン＝フォートレス』が主八界という共通の背景設定を持つためであり、特別な事ではない（詳細は主八界を参照）。そもそも「フレイスの炎砦」は、「主八界における他世界のキャラクターがラース＝フェリアを訪れる」というシチュエーションを想定したシステム『セブン＝フォートレスV3』の紹介という意味合いを持ってプレイされたものである。
『セブン＝フォートレス』リプレイ「黒き星の皇子」
本作では他世界のキャラクターが「第八世界ファー・ジ・アース」へ訪れる内容で、舞台は全編にわたってファー・ジ・アースであり、柊が異世界へ進出する展開はない。但し、クライマックスシーンで「40億年後の未来」へ行っている。
『アルシャード』（ルール第一版）リプレイ「スルトの剣」
本作で初めて柊は本格的に別のゲームの世界に登場した。『アルシャード』の舞台であるユグドラシル宇宙は、『ナイトウィザード』の主八界とは公式設定で何も繋がっていないのだが、当時の『アルシャード』には「ストレンジャー」という、「別世界から来た人物」を表すキャラクタークラスがあった（『アルシャードff』『アルシャードガイア』以降のルールにおける「オーヴァーランダー」に相当する）。ゲームマスターを担当した菊池たけしが「別世界ならナイトウィザードの世界から来ても問題はない」と主張し、柊をプレイヤーキャラクターに抜擢した。
ただし「スルトの剣」のエピソードは、『アルシャード』の『アルシャードff』『アルシャードガイアRPG』へのバージョンアップに伴う設定変更や、「アルシャードトライデント」リプレイの結果によって、前編に当たる「オーディンの槍」共々、一部の設定を残しながらも『アルシャード』の正史から除外されている。『ナイトウィザード』での扱いは明確にされていないが、リプレイ「合わせ鏡の神子」で柊が「スルトの剣」のエピソードを回想するシーンがある。
『セブン＝フォートレス』リプレイ「シェローティアの空砦」
冥魔に侵略されているラース＝フェリアを解放するため、アンゼロットの命で柊をはじめとするウィザード60人が「第一世界ラース・フェリア」に派遣される。しかし突入の最中にファー・ジ・アースへ向かう冥刻王メイオルティスを目撃した柊は、緋室灯を含めたメンバーに撤退を指示し、柊1人がラース・フェリアに降下した。その後、ラース＝フェリアの対冥魔レジスタンスに合流し、冥燐王エンダースなど冥魔の軍勢と戦う。
なお、リプレイ以前に『ふぃあ通』のミニドラマで描かれた前日談では、やはりアンゼロットは柊だけでなく多数のウィザード達を送り込むつもりだったが、「ファー＝ジ＝アースを手薄にするべきではない」という柊の主張により、アンゼロットの反対を半ば押し切る形で柊1人がラース＝フェリアへ向かっている。
『アリアンロッドRPG 2E』リプレイ「アルディオン・ナイトメア」
アルシャードと同様、アリアンロッドもナイトウィザードと世界観の繋がりは一切存在しない。しかしF.E.A.R.20周年記念ということで様々なゲームのキャラクターが一堂に会するリプレイが作られることになり、柊はナイトウィザード代表として抜擢された。
ゲーム内では、「シェローティアの空砦」でエンダースを倒したあと次元の狭間に飲み込まれた柊が、どういう訳か様々なゲームのキャラクターと共に「レーベルの壁」を越えて、アリアンロッドの舞台であるエリン（アルディオン大陸）へ漂着したということになっている。元の世界へ戻るため、アルディオンで暴れ回る別ゲームのエネミーと戦うことになる。

### アンゼロットの下僕
柊は『ナイトウィザード』の世界である「第八世界ファー・ジ・アース」の守護者・アンゼロットになぜか気に入られている。これは厚遇されているという意味ではなく、下僕のようにこき使われているという意味である。アンゼロットは何か事件が起こる度に、柊の意向は無視して強引に解決を依頼する。
柊サーガが進むにつれ、柊は本気でアンゼロットからの依頼を避けるようになったため、アンゼロットが柊に事件解決を押し付ける方法も次第に常軌を逸したものになっていく。一つの例としては、異次元空間に存在するアンゼロット宮殿には、柊を容易に拉致できるように「柊キャッチャー」という巨大なアームが設置されている（アニメ版や「柊蓮司第一の事件」では釣り糸と釣り針を着けたヘリコプターに捕獲されるシーンがある）。捕らえられた柊は、「単位が!」「が、学校ーっ!」などという決まり文句で日常としばしの別れを告げる。なお、柊が拉致される場面には赤羽くれはもいる事が多いが、彼女は柊を全く助けようとしない。
アンゼロットが事ある度に柊に任務を押し付ける理由の一つは、柊の持つ魔剣に「神殺しの力」が刻まれており、古代神に類する魔王級エミュレイターをも殺せる力を持つからである。小説「冥き迷宮のバーレスク」によれば、アンゼロットが「柊になら（手軽に）世界の危機を任せられる」ほどの信頼を寄せていることもうかがえる。
なお、柊を「アンゼロット専属のウィザード」「アンゼロットの右腕」と思っている者もいるが、本人はそう呼ばれることを快く思っておらず、フリーランスだと主張している。

### その他の不幸歴
- 『セブン＝フォートレス』リプレイ「ラ・アルメイアの幻砦」では端役で突然登場する。アンゼロットの一方的な命令で、迫りくる敵を撃退する為に何故かカタパルトで射出され、しかも目標を外れて何処とも知れぬ空間へ消えた挙句、アンゼロットに役立たず呼ばわりされるという一瞬だけの登場だが、このせいで柊は行方不明になり、『セブン＝フォートレスV3』の公式シナリオ「神々しい月」にてエミュレイターに捕獲されてしまっていた。
- 『ふぃあ通』のミニドラマ中では中学生に学年が下がったり、女性化した事がある。なお、公式設定かどうかは微妙だが中学生に下がった時に「中坊戦隊ジャスティスV」に所属していた事がある。ジャスティスVはメンバー全員がレッドになる事を主張して空中分解するのだが、柊が主張する正義は「信じる事がジャスティス、俺のファンタジー」だった。
- 「スルトの剣」で愛用の魔剣を一時失ってしまった事がある。途中からは七瀬晶が使っていた魔剣を代わりに使い、終盤で愛剣を取り戻したが、魔剣を失っていた間は他のPCから「『魔剣』がなければ『魔剣使い』ではなくただの『使い』」と言われてしまった。また「合わせ鏡の神子」で羽戒時雨に「魔剣を捨てろ」と言われた時には、「これがないと何も出来ない」と弱気な発言をしている。
- 柊が持つ魔剣は500年前に“碧き月の神子”を殺害するのに用いられた（正確には神子が自害するのに用いられた）という曰く付きのものである。そのため神子の使徒である羽戒時雨から、柊自身は全く身に覚えがない一方的な逆恨みを受ける羽目になってしまった。
- 警察に勘違いされて追われた事や、エミュレイターの罠で指名手配を受けた事がある。しかも未成年なのに名前を警察に呼ばれたり、顔写真ごと公開されたりした。挙句の果てに異世界ミッドガルドでは「世界を滅ぼす者」として様々な国や組織にその名が知れ渡っている。
- アニメ版DVDの初回限定版に付いていた付録内の4コマ漫画にて赤羽くれは・志宝エリス・緋室灯の3人によって卒業証書が破り捨てられるという事件が発生し、それが正史へと引き継がれた[2]。この際、卒業証書の欠片を見付けてくれるという条件でアンゼロットに従っている。

このように数々の不幸歴がある柊だが、自分が不幸だとは思っていない。「愚者の楽園」で対決したアルティメット柊（「柊力」を意識的に使いこなせる人造人間の柊）には「自分を不幸と思い込んだ時点で、おまえは負けていたんだよ」とまで言い放っている。